# جنیفر جاین
جنیفر جاین (انگلیسی: Jennifer Jayne; ۱۴ نوامبر ۱۹۳۱ – ۲۳ آوریل ۲۰۰۶) هنرپیشه اهل بریتانیا بود. وی بین سال‌های ۱۹۴۸ تا ۱۹۸۵ میلادی فعالیت می‌کرد.
از فیلم‌ها یا برنامه‌های تلویزیونی که وی در آن نقش داشته‌است می‌توان به خانه وحشت دکتر ترور، هیستری اشاره کرد.